# Julian Schmitz
Julian Frank Schmitz (Hoboken, Nova Jersey, 15 de setembre de 1881 - juliol de 1943) va ser un gimnasta i atleta estatunidenc que va competir a cavall del segle xix i el segle xx. El 1904 va prendre part en els Jocs Olímpics de Saint Louis, on guanyà la medalla de plata en la prova per equips del programa de gimnàstica, com a membre de l'equip New York Turnverein junt a Emil Beyer, John Bissinger, Arthur Rosenkampff, Otto Steffen i Max Wolf. També disputà les proves gimnàstiques del triatló i el concurs complet, on fou 32è i 57è respectivament; i el triatló del programa d'atletisme, on fou 100è.